# أندريس مندوزا
أندريس مندوزا (16 أغسطس 1989 في الإكوادور - ) هو لاعب كرة قدم إكوادوري في مركز الدفاع. لعب مع برشلونة جواياكويل وليغا دي كيتو ونادي نيويورك سيتي وديبورتيفو مالدونادو ونادي بورتوفيخو وWilmington Hammerheads FC ‏ ونادي الجامعة الكاثوليكية (الإكوادور) ونادي أوكاس وإنديبندينتي ديل فال.

## وصلات خارجية
- أندريس مندوزا على موقع قاعدة بيانات كرة القدم.إي يو (الإنجليزية)
- أندريس مندوزا على موقع قاعدة بيانات كرة القدم.إي يو (الإنجليزية)
- أندريس مندوزا على موقع Soccerway.com (الإنجليزية)